# Bojowa Socjalistyczna Partia Grecji
Bojowa Socjalistyczna Partia Grecji (grec. Αγωνιστικό Σοσιαλιστικό Κόμμα Ελλάδας/Agonistikó Sosialistikó Kómma Elládas) – grecka lewicowa, eurosceptyczna i nacjonalistyczna partia polityczna założona w lutym 1984.
W wyborach do Europarlamentu w 2004 partia uzyskała 11,598 głosów.

## Historia
Główny trzon partii stanowili byli działacze PASOK, którzy odeszli z partii po wyborach w 1981 roku w proteście przeciw niedotrzymaniu przedwyborczych obietnic, działacze krytyczni wobec stanowiska liderów partii zostali wydaleni z partii w 1983 roku.
Ugrupowanie wydaje swoją gazetę co dwa miesiące.

## Ideologia
Partia określana jest jako socjalistyczna, od samego początku działania sprzeciwiała się ingerencji NATO i UE w sprawy wewnętrzne Grecji.